# Sesamol
Sesamol, nach IUPAC 1,3-Benzodioxol-5-ol, ist ein natürliches Derivat des Phenols. Es ist in Spuren im Sesamöl enthalten (Namensherkunft).

## Vorkommen und Eigenschaften

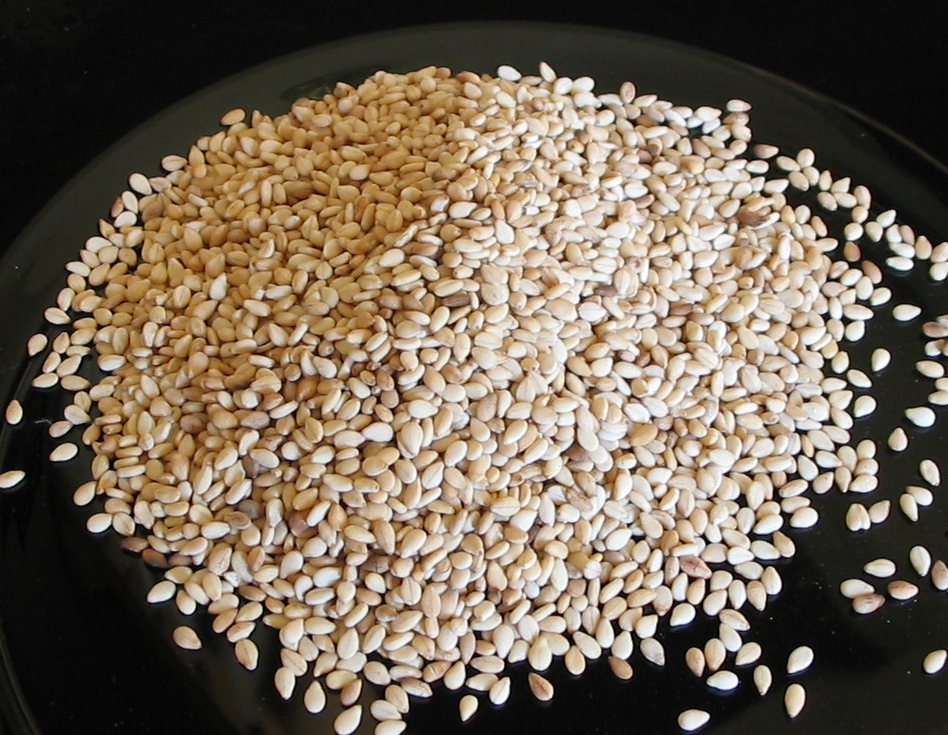
Aus Sesam wird Sesamöl hergestellt.

Es bildet sich leicht aus Sesamolin das zu 0,3 bis 0,5 % in Sesamöl enthalten ist, beispielsweise bei der Lagerung von Sesamöl. Sesamol ist ein starkes Antioxidans. Der Substanz werden deshalb gesundheitsfördernde Eigenschaften zugesprochen.
Sesamol wurde früher gegen Kopfläuse verwendet. Es verstärkt die Wirkung von Pyrethrinen. In bestimmten Tiermodellen verbessert Sesamol die Funktion der Blut-Hirn-Schranke.
Sesamol bildet weiße Kristalle, die an der Luft durch Oxidation leicht eine beige Farbe annehmen. Es ist in Wasser schlecht, in Ölen und unpolaren Lösungsmittel gut löslich. Es kann aus Piperonal künstlich hergestellt werden und ist seinerseits ein Baustein für die Synthese des Antidepressivums Paroxetin, eines Serotonin-Wiederaufnahmehemmers.

## Toxizität
Im Modellorganismus Farbratte und Farbmaus ist Sesamol nach den RTECS-Kriterien bei oraler Gabe krebserzeugend und entsprechend eingestuft. Es verursacht proliferative Läsionen im Magen, die weitgehend reversibel sind, bei ständiger Gabe durch die Reizung des Epithels aber die Bildung von Karzinomen fördern.

## Verwendung
Aus Sesamol kann Sesamex gewonnen werden.

## Weiterführende Literatur
- T. Ohsawa: Sesamol and sesaminol as antioxidants. In: New Food Industry Band 33, Nummer 6, 1991, S. 1–5.